# Veronika Tcherkassova
Pour les articles homonymes, voir Tcherkassova.
Veronika Tcherkassova (biélorusse : Вераніка Анатольеўна Чаркасава, Vieranika Anatol'ewna Tcharkassava ; russe : Вероника Анатольевна Черкасова, Veronika Anatolievna Tcherkassova), née le 12 janvier 1959 et morte le 20 octobre 2004, est une journaliste biélorusse.
Elle est assassinée en 2004 mais son tueur n'est toujours pas identifié près de vingt ans plus tard. Selon Reporters sans frontières, son meurtre est lié à son activité professionnelle mais cette piste n'a pas été étudiée par les autorités biélorusses.

## Biographie

### Jeunesse et formation
Veronika Tcherkassova est née à Minsk, en Biélorussie, le 12 janvier 1959.

### Carrière
Elle travaille à la télévision dans les années 1980, après la dislocation de l'Union soviétique, et travaille pour divers journaux d'opposition indépendants : dont Journal d'affaires biélorusse (dans les années 1990), BelGazeta (1995–2003) et enfin, en 2003–2004 pour le journal Salidarnasts (« Solidarité »). Plus tard, elle se spécialise dans le journalisme d'investigation et écrit sur des questions sociales, notamment des articles sur les sectes religieuses et les communautés roms en Biélorussie.
Elle se rend en Irak en 2002 en tant que membre d'un groupe de journalistes invités dans le pays par des hommes d'affaires biélorusses qui ont des partenaires en Irak. Elle publie aussi plusieurs articles sur le commerce illégal d'armes entre la Biélorussie d'Alexandre Loukachenko et l'Irak de Saddam Hussein. Le Figaro évoque qu'elle enquête sur la vente d'armes biélorusse au moment de son meurtre.

### Meurtre
Veronika Tcherkassova est assassinée dans son appartement de Minsk le 20 octobre 2004,. Elle reçoit une quarantaine de coups de couteau, principalement à la gorge et aux mains,.
Son corps est découvert par son fils adolescent Anton Filimonov et son beau-père Vladimir Melezhko, lorsque la mère de Tcherkassova s'inquiète de l'absence de sa fille au travail et de ses appels téléphoniques sans réponse,,.
Le tueur n'est jamais retrouvé. Aucun signe d'effraction n'est trouvé et, vraisemblablement, Tcherkassova a ouvert la porte elle-même.
Les policiers accusent directement le fils de la victime. Le garçon est interrogé sans avocat ou sans parents, menacé, soumis à des pressions et doit fuir vers Moscou chez son père Dmitry Filimonov. Lorsqu'il est informé qu'aucune accusation ne serait portée contre lui, le garçon retourne à Minsk mais est arrêté pour avoir prétendument falsifié de la monnaie. Il est libéré sous caution en avril 2006. Il développe ensuite une dépression sévère et est hospitalisé en hôpital psychiatrique.
Le beau-père de Tcherkassova subit également des pressions de la part des enquêteurs, qui tentent de lui faire avouer le meurtre. L'Association mondiale des éditeurs de presse, l'International Freedom of Expression Exchange (IFEX), et d'autres organisations internationales condamnent le harcèlement de la famille de Tcherkassova et exhortent les autorités biélorusses à rendre l'enquête sur l'affaire claire et équitable.
L'enquête officielle est suspendue en décembre 2005, redémarrée en février 2006, puis suspendue de nouveau le 14 mars 2006 en raison du manque de suspects inculpés. Les autorités n'ont jamais accepté de lier le meurtre de Tcherkassova à ses activités professionnelles. Selon Reporters sans frontières, l'enquête ignore des éléments cruciaux prouvant que le meurtre est lié à son travail. Selon les journalistes, les seules choses qui ont disparu de son appartement sont des photos prises lors de son dernier voyage en Irak,.
Le 19 octobre 2012, des personnes non identifiées tentent de pénétrer par effraction dans l'appartement de Minsk où vivent la mère, le père et le fils de Tcherkassova. La famille déclare avoir subi de multiples visites de la police depuis 2004, leur domicile ayant été perquisitionné en 2008.
En 2021, l'affaire n'est toujours pas résolue et le meurtrier n'a pas été retrouvé.